# تادوو دولنی
تادوو دولنی (به لاتین: Tądów Dolny) یک روستا در لهستان است که در Gmina Warta واقع شده‌است.